# Glenea suada
Glenea suada là một loài bọ cánh cứng trong họ Cerambycidae.